# زالگاشت
زالگاشت (به آلمانی: Sallgast) یک شهر در آلمان است که در البه-الشتر واقع شده‌است. زالگاشت ۱٬۷۳۴ نفر جمعیت دارد.